# 徳吉英雄
徳吉 英雄（とくよし ひでお、1921年10月25日 - 1958年9月21日）は、日本の画家。
1946年（昭和21年）から1948年（昭和23年）にかけて倉吉で民藝の同人誌『意匠』を発行。同時期に、鳥取中部の芸術団体「砂丘社」の機関誌『砂丘』復刊に尽力した。

## 人物・略歴
1921年（大正10年）生まれ。1934年（昭和9年）倉吉中学（現倉吉東高校）に入学し、中井金三に教わる。京都高等工藝学校（現京都工芸繊維大学）図案科に進学。卒業後は、鉄道本省に勤める。兵役を経て敗戦後は倉吉に戻る。
1946年（昭和21年）、私家版として同人誌『意匠』を発行する。『意匠』は郷土の工藝を育み向上させることを意図した雑誌であり、第1号から第4号まで発行された。寄稿者には、版画家・長谷川富三郎、染織家・吉田たすく。上神焼山窯の山根藤一、大橋旅館の経営者で後の市議会議員・大橋二郎、河井寬次郞に師事した陶芸家・生田和孝、砂丘社同人の画家・波田野幸治、写真家・塩谷定好の長男・塩谷宗之助らの名前が見える。さらに、第4号には版画家・棟方志功が版画と文章を寄せている。
『意匠』の同人は雑誌の発行と並行して、民藝店「諸国工芸 風土」を開き、吉田たすくが主に経営にあたった。
1947年（昭和22年）には、「砂丘社」の機関誌『砂丘』復刊第1号が長谷川富三郎の編集として発行されている。印刷所は『意匠』と同じ構図荘である。『砂丘』復刊第2号は、徳吉英雄の編集による。1949年（昭和24年）から中学校の教員を務め、日本水彩画会展や日本板画院展に出品する。1956年（昭和31年）には日本海新聞連載小説「十萬寺党始末」の挿絵を担当するなど活躍したが、1958年（昭和33年）、泊海岸で事故死した。